# Sant Martí i la Santa Creu de Tatzó

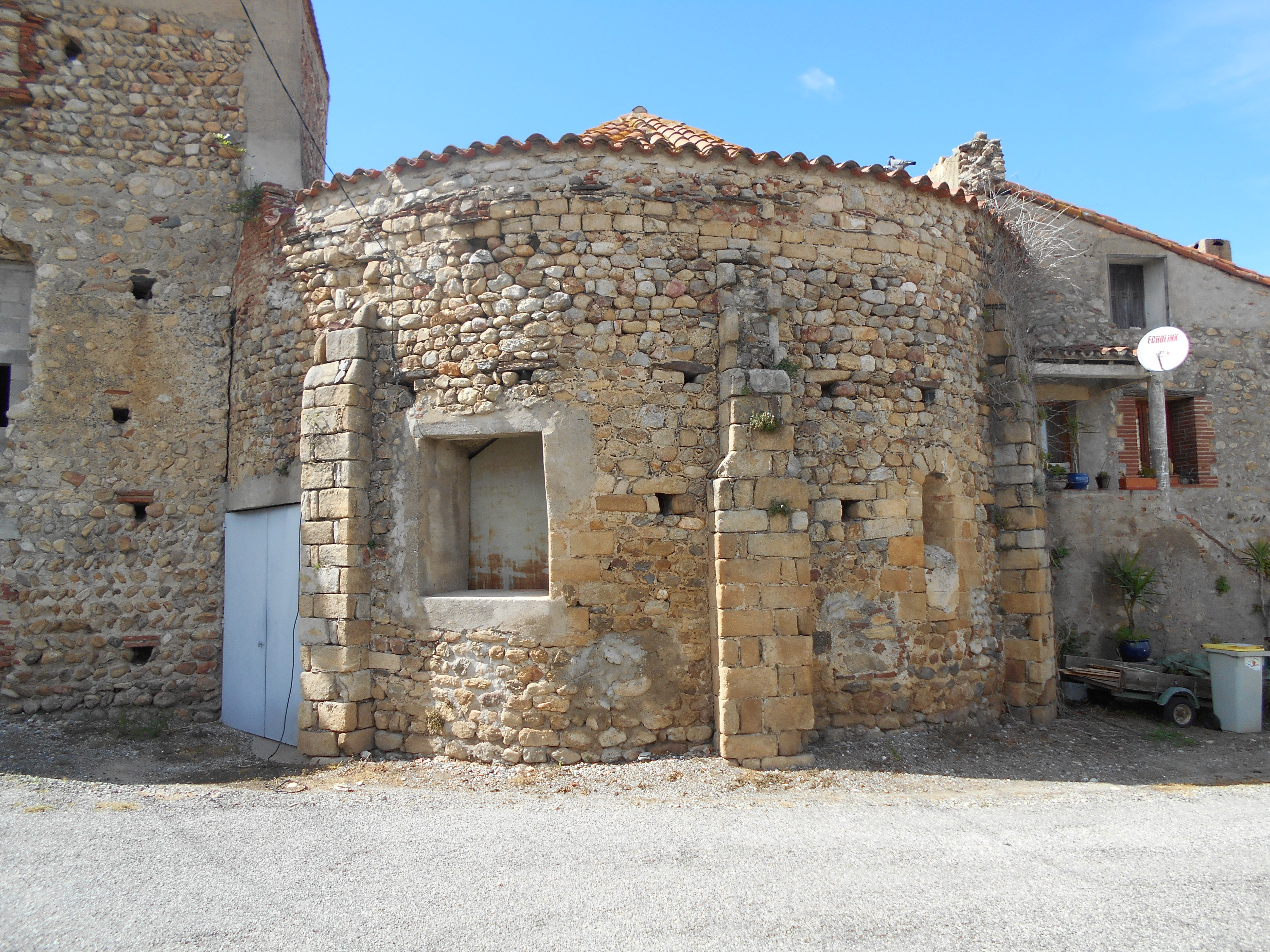
L'absis de l'església

Sant Martí i la Santa Creu de Tatzó d'Avall és l'església, antigament parroquial, del poble de Tatzó d'Avall, del terme comunal d'Argelers, a la comarca del Rosselló, de la Catalunya Nord.
Està situada en el centre del petit nucli antic de Tatzó d'Avall, al bell mig de la cellera del poble.

## Història

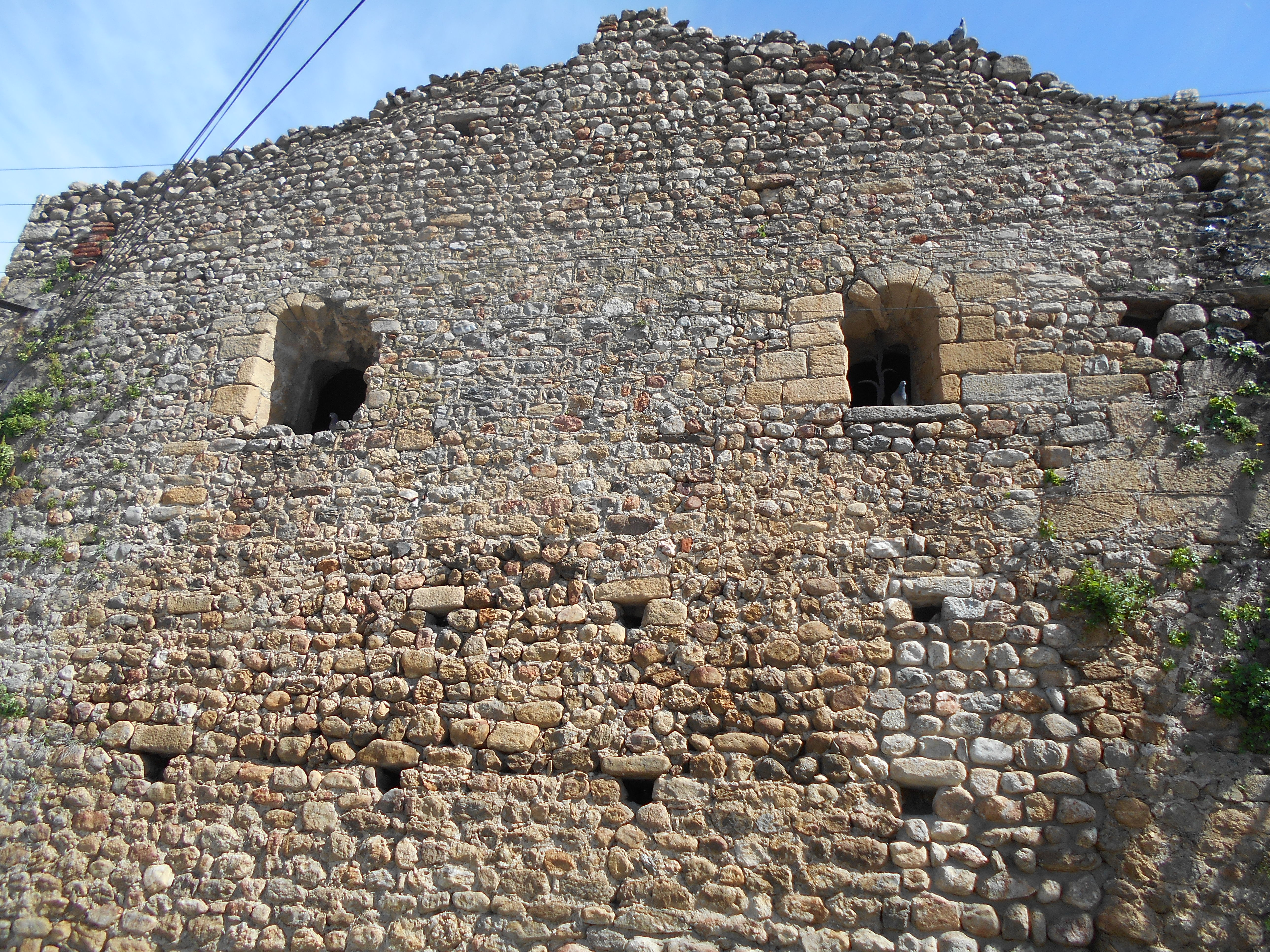
Façana de ponent

L'església no apareix documentada fins al 1145, tot i que els esments de Tatzó d'Avall són del segle anterior. Sembla que des dels orígens pertanyia a l'església d'Elna, tot i que sofrí un litigi important el 1209, a causa de les disputes sobre els drets que deien tenir-hi Sant Genís de Fontanes.

## L'edifici

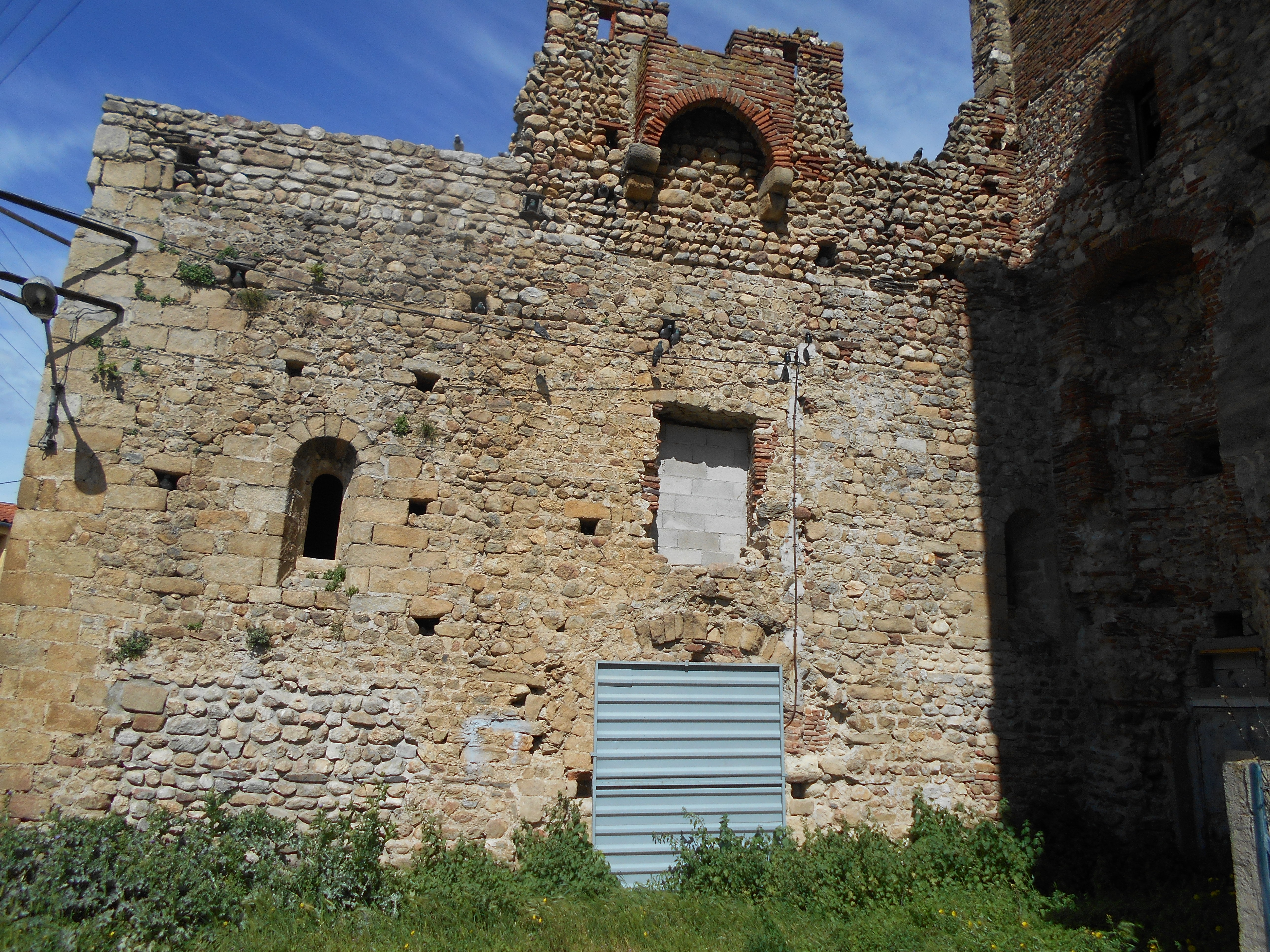
Façana de migdia, amb restes de fortificacions

L'església de Sant Martí i la Santa Creu de Tatzó d'Avall fou desafectada a ran de la Revolució Francesa i convertida en corrals i magatzems, i venuda diverses vegades. Darrerament estava dividida en tres parts diferenciades, una de les quals ha estat comprada recentment per la Fundació Catalana per tal de poder avançar en la seva rehabilitació.
És un monument de mides molt considerables: 25,6 m de llargària per 8,6 d'amplada, amb una planta rigorosament original: migpartida en dues naus ben diferenciades, l'absis únic les abraça totes dues. Les dues naus de què consta estan separades per tres arcs axials, damunt de pilars massissos. Una volta de canó única uneix les dues naus, sostinguda per tres arcs torals.
L'església fou fortificada exteriorment, possiblement al segle xiii. L'aparell és de còdols de granit, amb carreus grossos i ben tallats als angles. Els massissos pilars de l'interior de l'església presenten detalls escultòrics de molt de nivell a les impostes dels pilars.
Hi havia també una làpida sepulcral, que desaparegué, dedicada a Berenguer de Tatzó.